# Halcampa arctica
Halcampa arctica is een zeeanemonensoort uit de familie Halcampidae.
Halcampa arctica is voor het eerst wetenschappelijk beschreven door Carlgren in 1893.